# Manuela Carmena Castrillo
Manuela Carmena Castrillo (Madrid, 9 de febrer de 1944) és una jurista espanyola, jutgessa emèrita i alcaldessa de Madrid per Ahora Madrid entre el 2015 i el 2019.
Es va llicenciar en Dret el 1965, any en què va ingressar en el Partit Comunista d'Espanya. Arran de la repressió política que van patir ella i el seu marit, la parella es va traslladar a Barcelona l'any 1966. En concret, van viure al barri de Granvia Sud d'Hospitalet de Llobregat. Allà van entrar en contacte amb els militants clandestins del PSUC, especialment amb el matrimoni Pura Fernández i Felipe Cruz, que vivien al contigu barri de barraques conegut com La Bomba. Va participar en la creació de l'associació clandestina Moviment Democràtic de Dones, amb la Montserrat Roig i la Mercè Olivares. Van tornar a Madrid vers 1969.
Va ser defensora dels obrers i detinguts durant la dictadura de Francisco Franco i cofundadora del despatx laboralista en el qual es va produir la matança d'Atocha de 1977. Carmena, que va abandonar les files del PCE, va començar a exercir en la carrera judicial el gener de 1981. Ja com a jutgessa va lluitar contra les «corrupteles» existents als jutjats. El 1986 va rebre el premi nacional Drets Humans. Va ser vocal del Consell General del Poder Judicial a proposta d'Esquerra Unida i una de les fundadores de l'associació progressista Jutges per a la Democràcia.
Jutge de vigilància penitenciària i titular del Jutjat de Vigilància Penitenciària número 1 de Madrid, va ser triada jutge degana de Madrid el 1993. Va intervenir en el cas Tabacalera. Carmena va ser Presidenta-Relatora del Grup de Treball sobre la Detenció Arbitrària de l'Organització de les Nacions Unides. En aquesta condició va visitar Guinea Equatorial, Hondures, Nicaragua i Sud-àfrica, entre altres països. El setembre de 2011 va ser nomenada assessora del Govern basc de Patxi López sobre atenció a les víctimes d'abusos policials.
Jubilada de la judicatura des de 2010, Carmena és actualment membre del Patronat de la Fundació Alternativas, un think tank proper al PSOE, en el qual també participen Felipe González o José Luis Rodríguez Zapatero. Va decidir desjubilar-se per fundar l'empresa solidària "Yayos Emprendedores" que comercialitza les creacions de presos. Aquesta empresa no reparteix beneficis i destina tots els seus ingressos als sous de presos i treballadors, despesa de materials i reinversió en el propi projecte social.
El 2015 es va presentar com a candidata a les primàries de la candidatura Ahora Madrid per a les eleccions municipals de Madrid d'aquest mateix any i va ser triada cap de llista amb un 63% dels vots. En les eleccions del 24 de maig la llista que encapçalava va obtenir al voltant d'un 31,85% dels vots i 20 regidors, quedant en segon lloc per darrere de la llista del Partit Popular encapçalada per Esperanza Aguirre; el repartiment de regidors resultant de les eleccions permetria a Carmena convertir-se en l'alcaldessa en cas de ser recolzada pel PSOE. Va ser escollida alcaldessa en el plenari del 13 de juny de 2015.
El 22 de novembre de 2018, Carmena va crear una nova plataforma per a optar a la reelecció el 2019, anomenada Més Madrid. Íñigo Errejón va abandonar Podem per donar suport a Carmena i va encapçalar la llista a les eleccions a l'Assemblea de Madrid de 2019, en què Podemos va decidir competir en lloc de convergir. Carmena va guanyar les eleccions, tot i perdre un dels seus 20 regidors i no sumar majoria amb el PSOE. Això va fer que perdés l'alcaldia de la ciutat.

## Llibres publicats
- 1997 - Crónica de un desorden: Notas para reinventar la Justicia, Ed. Alianza
- 2014 - Por qué las cosas pueden ser diferentes: Reflexiones de una jueza, Ed. Clave Intelectual